# Medico international

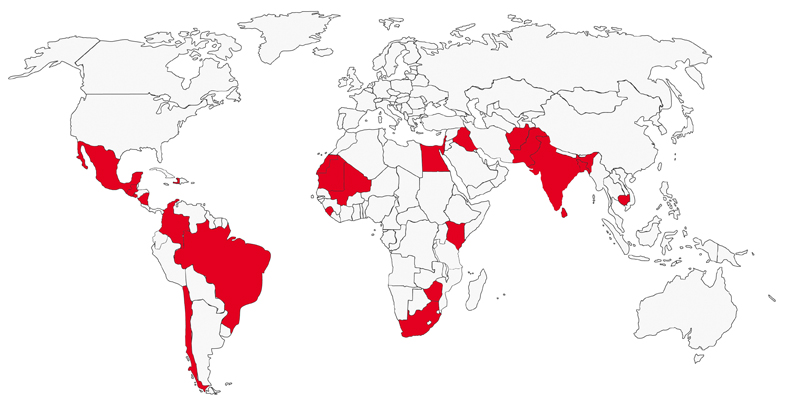
Mapa de países y regiones donde medico international desarrolla proyectos

medico international es una organización internacional de ayuda humanitaria y derechos humanos que promueve el derecho a la salud. Con sede en Alemania, la organización actúa a nivel global apoyando proyectos de organizaciones con objetivos afines en distintos países de África, Asia y Latinoamérica. También en las catástrofes (ya sea por situaciones de violencia y guerra, como por desastres ambientales, terremotos u otras emergencias con gran impacto social) medico se ocupa más que de la ayuda inmediata, de la generación de proyectos sostenibles a largo plazo en los países afectados. El segundo énfasis de la acción de medico international está puesto en las campañas y el trabajo hacia la opinión pública. El objetivo es generar conciencia acerca de las causas de la miseria y la emergencia. En colaboración con otras organizaciones, desarrolla campañas, promueve acciones, realiza publicaciones, debates y jornadas educativas a fin de impulsar la reflexión crítica y la discusión pública de los problemas sociales que se encuentran en el trasfondo de las catástrofes, como asimismo sobre alternativas de solución de amplio alcance y largo plazo.

## Estructura y forma jurídica

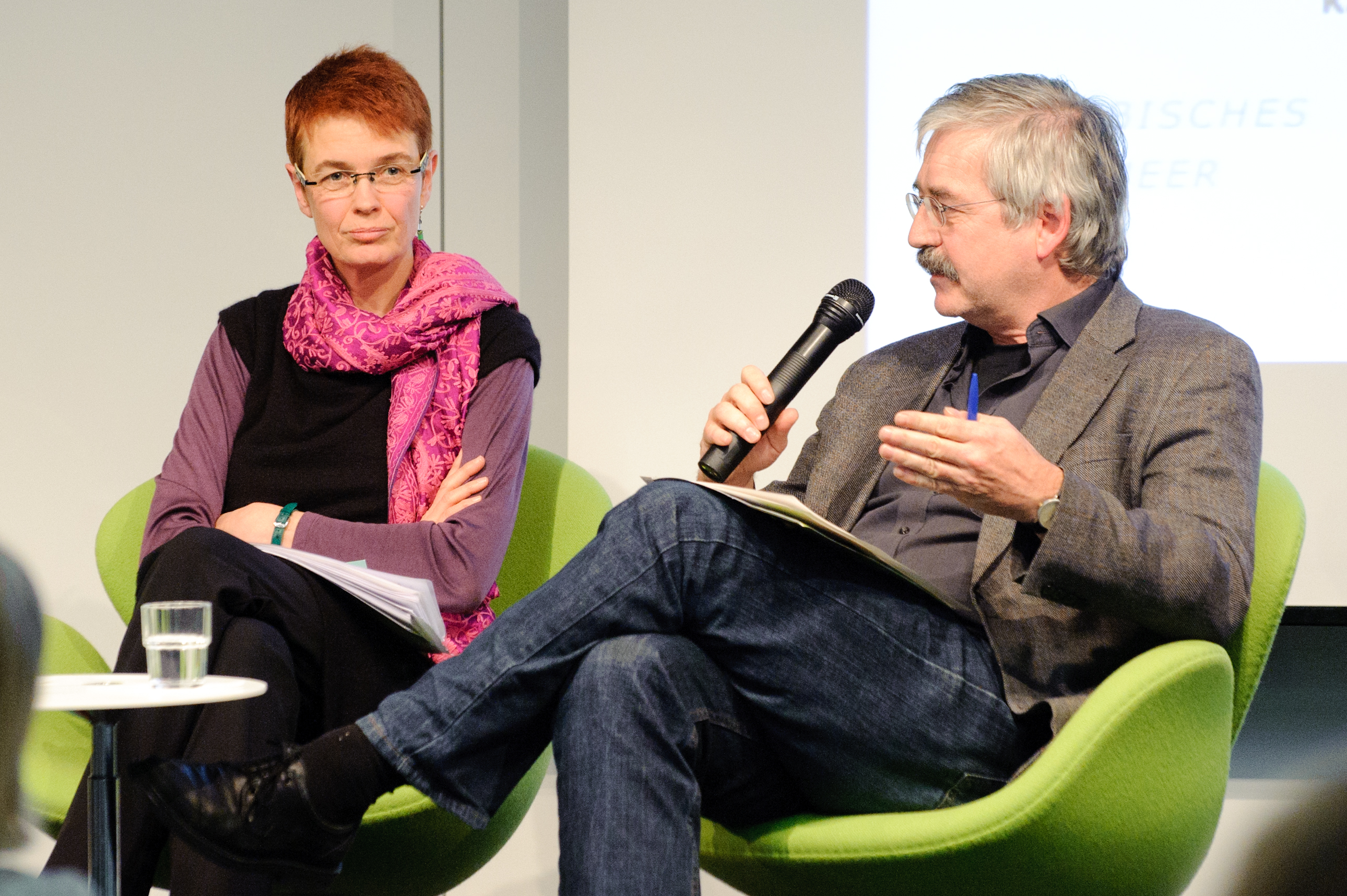
Thomas Gebauer, director ejecutivo de medico international participando en un foro organizado por la Fundación Heinrich Böll sobre la catástrofe en Pakistán de 2010. En la foto, junto a la parlamentaria alemana Ute Koczi, de la Alianza 90/Los Verdes

medico international es una asociación registrada (en alemán: eingetragener Verein, e.V.). Su directorio está compuesto por personas que colaboran ad honorem y que se reúnen quincenalmente. En la sede central de Frankfurt trabajan además 30 colaboradores contratados en la planta estable para la coordinación de proyectos, el trabajo de difusión y relaciones públicas, así como en las labores administrativas. Además, la organización tiene cuatro sedes en el extranjero: Centroamérica, Israel/Palestina, Haití y Argelia.
A partir de 2004 existe además la "Fundación medico international". Las ganancias del capital de la fundación se destinan esencialmente al apoyo del trabajo de la asociación registrada medico international. Entre otras personalidades conocidas, integran el patronato de la fundación el humorista Georg Schramm y el exministro de justicia de Alemania Rupert von Plottnitz. También la connotada psicoanalista Margarete Mitscherlich-Nielsen (ahora fallecida) y  Paul Parin trabajaron en este consejo directivo de la Fundación medico international.
En conjunto con otras seis organizaciones humanitarias, medico international forma parte de la alianza Entwicklung hilft ("El desarrollo ayuda").

## Origen y desarrollo de la organización
La institución surgió en 1968 como asociación de ayuda humanitaria con un objetivo preciso: reunir medicamentos para Biafra, donde la miseria y la hambruna había llegado por esos años a increíbles extremos, con varios miles de muertos por día, concitando en este contexto gran atención y ayuda internacional de emergencia.
A este tipo de ayuda directamente material, pronto le siguió también el apoyo a las zonas de catástrofe a través del envío de voluntarios y otros recursos para intervenir de manera coyuntural en la situación de emergencia.
Sin embargo, los resultados a mediano y largo plazo de este tipo de ayuda no fueron los esperados. Era necesario lograr un mayor alcance temporal y mejorar la sostenibilidad, yendo más allá de la emergencia en el apoyo. Pero los primeros intentos de cooperar a distancia, por ejemplo con el gobierno en Malí, donde la idea inicial era establecer un “complejo médico-social” también fracasaron, principalmente porque sus metas y objetivos no eran suficientemente concretos, la participación comunitaria directa en la gestión era escasa o inexistente, a la vez que eran demasiado ambiciosos en su alcance como para ser gestionados desde Alemania.
Tras esta experiencia, medico buscó asociarse con organizaciones locales y los movimientos de liberación resultaron ser aliados activos en la cooperación con medico.  La organización inició entonces las primeras cooperaciones en el Sahara y las Islas de Cabo Verde, y luego les siguieron otras.de modo que tras una profunda reflexión crítica de las formas de ayuda que resultan más efectivas, medico se reorientó hacia el apoyo de las organizaciones locales, a favorecer su empoderamiento y su compromiso político con el fin de posibilitar cambios más estructurales en las condiciones que generan estas situaciones de emergencia. Primeramente impulsaron proyectos de cooperación en el Sahara y las Islas de Cabo Verde, más tarde se sumaron otras regiones.
A partir de 1978, e inspirados en el enfoque de Primary-Health-Care por el que optó la OMS en ese año en la Conferencia Internacional sobre Atención Primaria de Salud de Alma-Ata, la organización se concentró cada vez más en los proyectos sustentables, de desarrollo local, gestionados por los propios afectados y de largo plazo. Un aspecto clave de esa concepción de salud de la OMS es que no es posible avanzar hacia el objetivo de "salud para todos" solamente a través de medidas políticas dictadas por organismos superestructurales o centrales, sino más bien a través de la decisiva participación de las personas afectadas en la generación desde la base de las soluciones a sus problemas. La declaración establece esta participación de la comunidad como un derecho y un deber de los pueblos

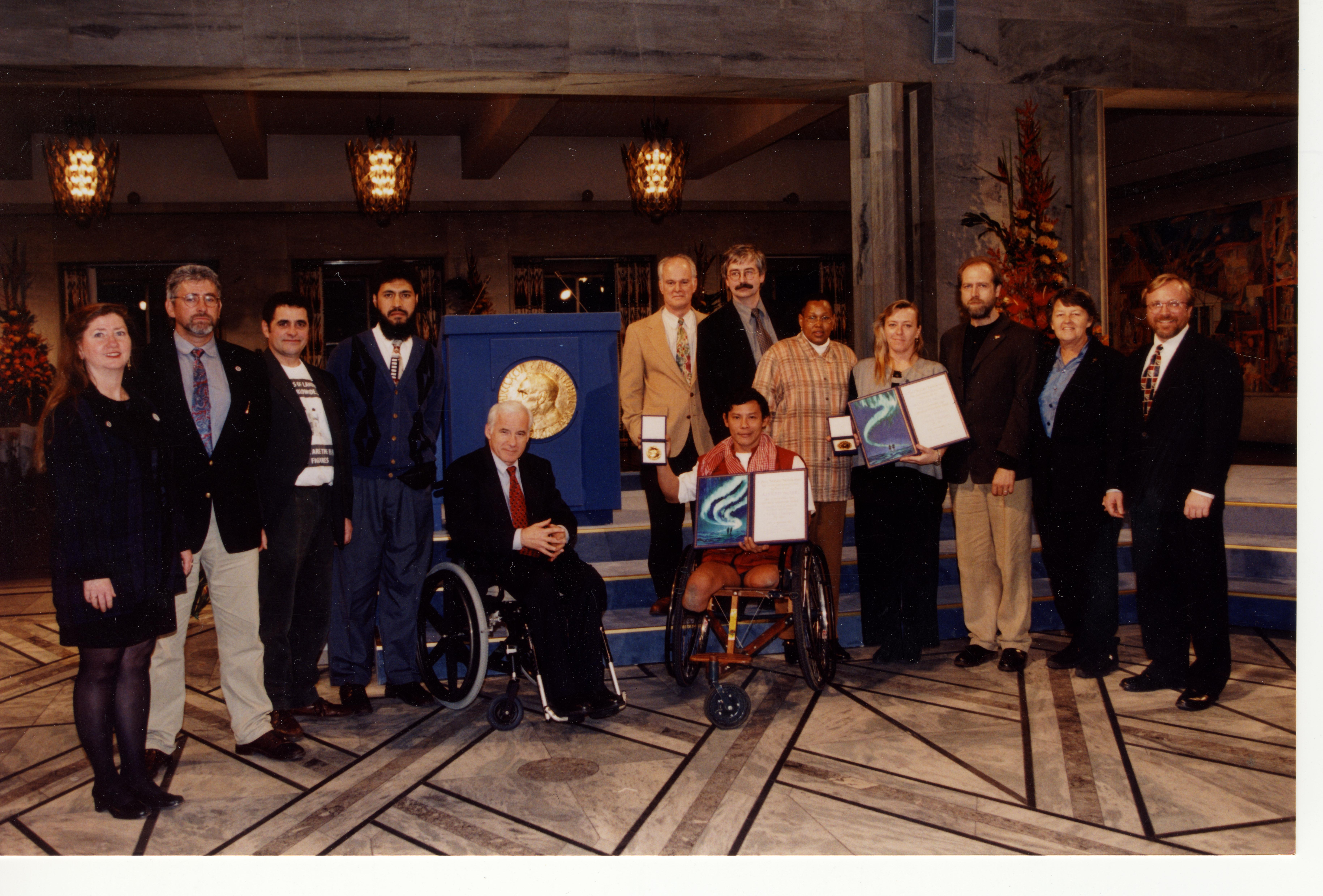
Ceremonia de entrega del Premio Nobel de la Paz para la ICBL

En la década de los '80 medico international se dedicó principalmente a apoyar a los movimientos de liberación en América Central, en África del Sur así como en el Oriente Próximo y Medio. En Nicaragua apoyó la construcción de centros de salud, la formación de personal de enfermería y el mejoramiento del agua potable. También en este país, medico comenzó a involucrarse en favor del trabajo psicosocial. Esta última forma de ayuda ha permanecido por las décadas siguientes como área de acción de la organización.
En 1993 medico participó en conjunto con el movimiento estadounidense Vietnam Veterans of America en el surgimiento de la Campaña Internacional para la Prohibición de las Minas Antipersona (conocida por sus siglas en inglés como ICBL). La iniciativa de medico surgió a raíz de su trabajo de ayuda a las víctimas de las minas. Esta campaña, a la que pronto se sumaron otras cuatro organizaciones, logró generar una fuerte presión internacional que condujo a la firma, por más de un centenar de estados del mundo, de un tratado para su prohibición en diciembre de 1997. En octubre de ese mismo año, la campaña fue galardonada con el Premio Nobel de la Paz.

## Proyectos
Durante el año 2012, medico apoyó un total de 105 proyectos en 25 países diferentes, principalmente de Centroamérica y del Oriente Próximo, pero también de América del Sur, África y Asia. En algunos casos se trató de obras de gran envergadura, como la retirada de minas terrestres de Afganistán, el trabajo en la región de Israel y Palestina y la ayuda a refugiados en Sahara Occidental, el apoyo a las obras para la reconstrucción de Haití. Siria, Somalia y Pakistán fueron también países hacia los que se destinaron especiales recursos. El problema de los migrantes fue foco de atención de los proyectos desarrollados en México, Mauretania y Malí. Una proporción significativa de las iniciativas que medico apoya a nivel mundial se ubican en el área de trabajo psicosocial en salud mental.
En el centro de la actividad de medico está la ayuda para la realización del derecho de todos los seres humanos a la salud. La organización opera con el concepto de salud definido por la Organización Mundial de la Salud, es decir, como "el estado de completo bienestar físico, mental y social, y no solamente la ausencia de afecciones o enfermedades" y como "un derecho humano fundamental". Por esta razón, medico no trabaja exclusivamente con organizaciones cuyo accionar se inscriba en el área de las prestaciones médicas de salud, sino que apoya igualmente a un amplio espectro de proyectos de ayuda para el desarrollo, organizaciones de derechos humanos e iniciativas culturales. De tal modo, medico colabora con Freedom Theatre Jenin, que ofrece a los niños del campo de refugiados de Yenín un espacio para expresarse con libertad  o trabaja en conjunto con grupos de gais y lesbianas de Zimbabue que luchan por los derechos de las minorías sexuales, como asimismo apoya la limpieza de campos minados y la educación de la población sobre los peligros de las minas terrestres en Afganistán y en Colombia.

## Relaciones públicas y campañas
medico realiza un trabajo de relaciones públicas que va más allá de la simple búsqueda de donaciones. La organización informa sobre la situación de los países en los que tiene organizaciones asociadas y critica las causas de la injusticia y la pobreza. Para este objetivo, constituyen importantes medios de información la página web oficial y el boletín impreso, de distribución gratuita, que aparece cuatro veces al año con reportajes e informes  acerca del trasfondo de los problemas en los países donde desarrolla proyectos. Una vez al año medico publica además un Informe anual en el que se entrega información sobre los proyectos realizados en el año anterior, como así mismo se entregan detalles sobre el desarrollo financiero y la estructura organizacional.
medico inicia o participa con regularidad en campañas políticas. En conjunto con la red de críticos de la globalización attac la organización inició en 2011 una campaña bajo el título Die EU nennt es Rohstoffinitiative...Wir nennen es Rohstoffraub ("La UE lo llama 'Iniciativa de recursos naturales'... nosotros lo llamamos 'robo de recursos naturales') en contra de la estrategia de la UE de presionar agresivamente por el acceso a los recursos naturales en los países en desarrollo. La organización participa también en la alianza Umfairteilen, junto a sindicatos, federaciones sociales y ONGs que se han unido para exigir un alza de los impuestos a la riqueza.
Participa además como miembro de People’s Health Movement, movimiento en el que han confluido numerosas iniciativas de salud de todo el mundo. Esta red se moviliza por la realización global de un concepto de servicios de atención de salud organizados desde la base social. La idea que subyace es que la atención de salud, como bien común debe ponerse a disposición a nivel local y bajo la participación de las propias personas afectadas.

## Medico international Suiza
La organización de ayuda Centrale Sanitaire Suisse — fundada en 1937 durante la Guerra Civil Española, inicialmente para ayudar con prestaciones médicas y sanitarias a los voluntarios de las brigadas internacionales y a la población española en la catástrofe de la guerra — cambió su nombre en año 2002 para pasar a llamarse "medico international Suiza". Tras ello, sin embargo, la organización ha mantenido independencia como entidad institucional y jurídica. (en alemán)